# Сендай (река, Кюсю)
Сендай или Сендай-Гава (яп. 川内川 сэндайгава) — река в Японии на острове Кюсю. Протекает по территории префектур Кагосима, Миядзаки и Кумамото. Длина реки составляет 137 км, на территории её бассейна (1600 км²) проживает около 200 тыс. человек.
Исток реки Сендай находится под горой Сирагадакэ (или Сирага-Таке, высотой 1,417 м, горы Кюсю) в префектуре Кумамото. Она течёт на запад по равнине Какуто, после чего во впадине Иса в неё впадает река Хацукигава. Ниже водопада Согино на реке расположена плотина Цурута. В низовьях Сендай протекает по равнине Сендай через город Сацумасендай и впадает в Восточно-Китайское море.
Около 77 % бассейна реки занимает природная растительность, около 13 % — сельскохозяйственные земли, около 10 % — застроены.
Согласно японской классификации, Сендай является рекой первого класса.
На реке расположена плотина Цурута, построенная в 1960—1966 годах. Она собирает воду почти с половины бассейна Сендая (805 км²). Плотина используется для контроля за наводнениями и производства электроэнергии. В Сацумасендае реку по железобетонному висячему мосту длиной в 338 м пересекает линия Кюсю-синкансэна.
22 июля 2006 года в бассейне реки выпало более 1000 мм осадков, что стало рекордом за всю историю измерений. Последовавшее наводнение нанесло ущерб в 136 местах вдоль реки. 2 человека погибли, было полностью разрушено 32 дома, всего пострадало более 2000 домов. В 1971 и 1972 годах происходило по два разрушительных наводнения.
Часть бассейна реки входит в национальный парк Кирисима-Кинкован. Один из притоков реки вытекает из вулканического озера Имута, являющегося рамсарским угодьем.